# Arrows A6
Arrows A6 — гоночный  автомобиль команды Формулы-1 Arrows, принимавший участие в гонках Чемпионатов мира сезонов 1983 и 1984 годов.

## История
Лучшим результатом для пилотов, использовавших модель A6 стали два пятых места. В сезоне 1984 года на смену ему пришло шасси A7, оснащённое первым в истории команды турбированным двигателем BMW.

## Результаты выступлений в гонках
| Год  | Команда                    | Двигатель                   | Шины | Пилоты | 1   | 2    | 3    | 4   | 5    | 6    | 7    | 8    | 9   | 10  | 11   | 12  | 13   | 14   | 15  | 16  | Место | Очки |
| ---- | -------------------------- | --------------------------- | ---- | ------ | --- | ---- | ---- | --- | ---- | ---- | ---- | ---- | --- | --- | ---- | --- | ---- | ---- | --- | --- | ----- | ---- |
| 1983 | Arrows Racing Team         | Ford Cosworth DFV 3,0 л, V8 | G    |        | БРА | СШЗ  | ФРА  | САН | МОН  | БЕЛ  | ДЕТ  | КАН  | ВЕЛ | ГЕР | АВТ  | НИД | ИТА  | ЕВР  | ЮАР |     | 10    | 4    |
| 1983 | Arrows Racing Team         | Ford Cosworth DFV 3,0 л, V8 | G    | Зурер  | 6   | 5    | 10   | 6   | Сход | 11   | 11   | Сход | 17  | 7   | Сход | 8   | 10   | Сход | 8   |     | 10    | 4    |
| 1983 | Arrows Racing Team         | Ford Cosworth DFV 3,0 л, V8 | G    | Серра  | 9   |      | Сход | 8   | 7    |      |      |      |     |     |      |     |      |      |     |     | 10    | 4    |
| 1983 | Arrows Racing Team         | Ford Cosworth DFV 3,0 л, V8 | G    | Джонс  |     | Сход |      |     |      |      |      |      |     |     |      |     |      |      |     |     | 10    | 4    |
| 1983 | Arrows Racing Team         | Ford Cosworth DFV 3,0 л, V8 | G    | Бутсен |     |      |      |     |      | Сход | 7    | 7    | 15  | 9   | 13   | 14  | Сход | 11   | 9   |     | 10    | 4    |
| 1984 | Barclay Nordica Arrows BMW | Ford Cosworth DFV 3,0 л, V8 | G    |        | БРА | ЮАР  | БЕЛ  | САН | ФРА  | МОН  | КАН  | ДЕТ  | ДАЛ | ВЕЛ | ГЕР  | АВТ | НИД  | ИТА  | ЕВР | ПОР | 9     | 3    |
| 1984 | Barclay Nordica Arrows BMW | Ford Cosworth DFV 3,0 л, V8 | G    | Зурер  | 7   | 9    | 8    |     | Сход | НКВ  | Сход | НС   |     |     |      |     |      |      |     |     | 9     | 3    |
| 1984 | Barclay Nordica Arrows BMW | Ford Cosworth DFV 3,0 л, V8 | G    | Бутсен | 6   | 12   |      | 5   |      |      |      |      |     |     |      |     |      |      |     |     | 9     | 3    |

| Легенда к таблице |                                                                    |
| --- | ------------------------------------------------------------------ |
| В таблице перечислены результаты всех Гран-при Формулы-1, в которых использовался автомобиль. Строками таблицы являются сезоны, столбцами — этапы чемпионата мира. В каждой клетке указаны сокращённое название этапа и результат, дополнительно обозначенный цветом. Расшифровка обозначений и цветов представлена в нижеследующей таблице. |                                                                    |
| \| Пример \| Описание \| \| ------------ \| ------------------------------------------------------------------ \| \| 1 \| Победитель \| \| 2 \| Второе место \| \| 3 \| Третье место \| \| 5 \| Финишировал, заработав очки \| \| Сход \| Не финишировал, но при этом заработал очки \| \| 12 \| Финишировал, не получив очков \| \| НКЛ \| Финишировал, но не попал в финальную классификацию \| \| 15 \| Участвовал вне зачёта, либо по отдельной классификации \| \| 18 \| Не финишировал, но попал в финальную классификацию \| \| Сход \| Не финишировал \| \| НКВ \| Не прошёл квалификацию \| \| НПКВ \| Не прошёл предквалификацию \| \| ДСК \| Дисквалифицирован \| \| ИСК \| Исключён из протокола соревнований \| \| ТТ \| Заявлен для участия только в тренировках \| \| НС \| Участвовал в квалификации, но не стартовал в гонке \| \| Т \| Травмирован или болен \| \| ОТК \| Отказ от участия \| \| НТР \| Прибыл на соревнования, но на трассу не выезжал \| \| НПР \| Был заявлен в числе участников, но не прибыл к началу соревнований \| \| О \| Соревнования отменены \| \| \| Не участвовал \| \| Поул-позиция \| \| \| Быстрый круг \| \| |                                                                    |
| Пример | Описание                                                           |
| 1 | Победитель                                                         |
| 2 | Второе место                                                       |
| 3 | Третье место                                                       |
| 5 | Финишировал, заработав очки                                        |
| Сход | Не финишировал, но при этом заработал очки                         |
| 12 | Финишировал, не получив очков                                      |
| НКЛ | Финишировал, но не попал в финальную классификацию                 |
| 15 | Участвовал вне зачёта, либо по отдельной классификации             |
| 18 | Не финишировал, но попал в финальную классификацию                 |
| Сход | Не финишировал                                                     |
| НКВ | Не прошёл квалификацию                                             |
| НПКВ | Не прошёл предквалификацию                                         |
| ДСК | Дисквалифицирован                                                  |
| ИСК | Исключён из протокола соревнований                                 |
| ТТ | Заявлен для участия только в тренировках                           |
| НС | Участвовал в квалификации, но не стартовал в гонке                 |
| Т | Травмирован или болен                                              |
| ОТК | Отказ от участия                                                   |
| НТР | Прибыл на соревнования, но на трассу не выезжал                    |
| НПР | Был заявлен в числе участников, но не прибыл к началу соревнований |
| О | Соревнования отменены                                              |
| | Не участвовал                                                      |
| Поул-позиция |                                                                    |
| Быстрый круг |                                                                    |